# 關目成育站
34°42′46″N 135°32′47″E / 34.712761°N 135.546464°E
關目成育站（日语：／ Sekime-Seiiku eki */?）是位於日本大阪府大阪市城東區，屬於大阪市高速電氣軌道今里筋線的鐵路車站。車站編號是I-17。

## 車站構造
本站為側式疊式月台2面2線的地下車站，是大阪市高速電氣軌道唯一擁有側式疊式月台設計的車站。車站大廳位於地下一楼，地下二楼是往今里方向列车的月台，地下三楼則是往井高野方向列车的月台。

### 月台配置
| 月台 | 路線     | 目的地                     |
| ---- | -------- | -------------------------- |
| 1    | 今里筋線 | 蒲生四丁目、綠橋、今里方向 |
| 2    | 今里筋線 | 太子橋今市、井高野方向     |

此站從地面到月台（往井高野方向月台）的深度为25.9公尺，为大阪市高速電氣軌道第二深的车站。

## 利用狀況
2018年11月10日1日上下車人次為6,446人（上車人次：3,255人，下車人次：3,191人）。
| 年度               | 調查日   | 上車人次 | 下車人次 | 上下車人次 |
| ------------------ | -------- | -------- | -------- | ---------- |
| 2007年（平成19年） | 11月13日 | 2,020    | 2,035    | 4,055      |
| 2008年（平成20年） | 11月11日 | 2,504    | 2,435    | 4,939      |
| 2009年（平成21年） | 11月10日 | 2,514    | 2,540    | 5,054      |
| 2010年（平成22年） | 11月09日 | 2,633    | 2,627    | 5,260      |
| 2011年（平成23年） | 11月08日 | 2,637    | 2,621    | 5,258      |
| 2012年（平成24年） | 11月13日 | 2,884    | 2,945    | 5,825      |
| 2013年（平成25年） | 11月19日 | 2,796    | 2,847    | 5,643      |
| 2014年（平成26年） | 11月11日 | 2,896    | 2,871    | 5,767      |
| 2015年（平成27年） | 11月17日 | 3,145    | 3,105    | 6,250      |
| 2016年（平成28年） | 11月08日 | 3,151    | 3,106    | 6,257      |
| 2017年（平成29年） | 11月14日 | 3,456    | 3,408    | 6,864      |
| 2018年（平成30年） | 11月13日 | 3,255    | 3,191    | 6,446      |

## 歴史
- 2006年12月24日，今里筋線開通的同時啟用。

## 車站周邊

### 学校
- 大阪市立關目小学校
- 大阪府警察学校關目校専科教養部（関目六丁目）
- 大阪信愛女学院短期大学
- 大阪産業大学附属中学、高等学校

### 商業施設
- 關目西本通商店街
- 關目東商店街
- 三井住友銀行關目支店
- 大同信用組合城東支店

### 公共設施
- 京阪電氣鐵道京阪本線 關目站
- 大阪市營地下鐵谷町線 關目高殿站
- 城東關目郵便局

### 其他
- 国道1号
- 大阪府警察本部關目別館、交通部交通機動隊（關目六丁目）、警備部第一機動隊（關目四丁目）
- 關目神社
- Life超市 關目店

## 相鄰車站
大阪市高速電氣軌道（大阪地下鐵）
 今里筋線
新森古市（I16）－關目成育（I17）－蒲生四丁目（I18）
- 括號內的數字代表車站編號。

## 外部連結
- 車站Guide：關目成育 - Osaka Metro